# Судский, Богумил
Богумил Судский (чеш. Bohumil Soudský; 19 января 1922, Пльзень, Чехословакия — 15 января 1976, Париж) — чехословацкий археолог, также работавший в Германии и Франции, специалист по доисторической эпохе (прежде всего дунайскому неолиту).

## Биография
Отец Судского был директором кооператива и членом ЦК Чешской социалистической партии. По окончании академической гимназии в Праге в 1941 г. поступил в университет изучать латинский, древнегреческий и немецкий языки. Когда немцы закрыли в том же году высшие учебные заведения на чешском языке, поступил в Теологический институт Пражского архиепископства в Страговском монастыре, где изучал древнееврейский, аккадский и библейскую археологию. В мае 1945 г. поступил в Карлов университет в Праге, где изучал доисторический период, ассириологию и религиоведение.
По рекомендации своего научного руководителя Б. Грозного в 1946 г. он подал заявку в Сорбонну в Париже и был принят туда. Учился в Эколь-Пратик, в частности, под руководством ассириолога Рене Лаба и шумеролога Реймона-Риека Жестена. 10 марта 1948 г. защитил дипломную работу по семитологии.
Хотя он был допущен к продолжению обучения в парижской Высшей нормальной школе, Судский предпочёл вернуться в Карлов университет в Праге, где он работал в Институте доисторических исследований под руководством кельтолога Я. Филипа и Я. Эйснера. В этот период он руководил рядом важных раскопок неолитических поселений. После сдачи экзаменов по доисторической эпохе, ассириологии и древнему востоковедению защитил в 1950 г. докторскую диссертацию по древнейшему землепашеству на Ближнем Востоке.
По политическим соображениям ему было отказано в продолжении запланированного обучения за рубежом у В. Гордона Чайлда в Институте археологии в Лондоне. С другой стороны, Судский отклонил предложенную ему 3-летнюю научную работу в Ленинграде. По этой причине в 1952 г. он ушёл из Карлова университета. 1 января 1953 г. был назначен директором доисторического отделения Национального музея в Праге, где он организовал ряд выставок и реорганизовал хранилище-запасник.
С 1 января 1957 г. работал в Археологическом институте Академии наук ЧССР. С 1953 по 1968 г. занимался исследованием и публикацией материалов по неолитическому поселению Быланы близ Кутной Горы в Богемии. В ходе многолетнего исследовательского проекта на площади 7 га были обнаружены поселения культур линейно-ленточной и последующей накольчатой керамики. Впервые в чешской археологии при исследовании памятника и обработке материалов широко применялись математико-статистические методы и компьютерные технологии.
В 1965 г. защитил хабилитационную диссертацию на тему конструкции домов в эпоху неолита. Также совместно с Эвженом Неуступным (cs:Evžen Neustupný) разработал основы хронологии культуры линейно-ленточной керамики.
С 1958 г. преподавал в Пражском университете, а с 1970 г., как приглашённый профессор — в Саарском университете в Саарбрюккене. В 1971 г. получил постоянную должность профессора доисторических исследований в Сорбонне, где посвятил свою деятельность изучению неолита, основал библиотеку и центр документации по европейскому неолиту.
Совместно с Жераром Байю основал в рамках Национального центра научных исследований отделение археологии, которое занималось изучением первых оседлых культур неолита Европы. В 1973 г. участвовал в экспедиции по спасению археологического памятника в долине Уазы, где планировалось проложить канал, и обнаружил несколько неолитических поселений. По инициативе Судского возник долгосрочный проект, финансируемый правительством Франции и администрацией департамента Эн, в рамках которого были открыты и изучены ряд важных археологических памятников, в том числе Вильнёв-Сен-Жермен. Как и в Быланах, при изучении этих памятников широко применялись математические и компьютерные методы.
Умер 15 января 1976 г. в парижской клинике при больнице Биша, где находился в ожидании плановой операции на сердце.